# فریدریش ابرت
فردریش ابرت در ۴ فوریهٔ ۱۸۷۱ در شهر هیدلبرگ آلمان به دنیا آمد. او یکی از شخصیت‌های برجستهٔ تاریخ آلمان در دوران پس از جنگ جهانی اول بود و نقشی کلیدی در تشکیل جمهوری وایمار ایفا کرد. ابرت ابتدا در محیط‌های کارگری و اتحادیه‌های کارگری فعالیت می‌کرد و به سرعت به یکی از رهبران برجسته حزب سوسیال دموکرات آلمان تبدیل شد.
او در طول جنگ جهانی اول از فعالان برجسته جنبش ضد جنگ بود و پس از پایان جنگ، به عنوان یکی از چهره‌های اصلی در روند تحول سیاسی کشور، به ریاست دولت جمهوری وایمار رسید. در نوامبر ۱۹۱۸، پس از انقلاب اکتبر، که منجر به سقوط امپراتوری آلمان شد، ابرت به همراه سایر رهبران حزب سوسیال دموکرات توانست نظم جدیدی را در کشور برقرار کند.
در شرایطی که آلمان پس از جنگ با بحران‌های سیاسی و اقتصادی عمیق مواجه بود، فردریش ابرت تلاش زیادی برای ایجاد ثبات در جمهوری جدید کرد. او به عنوان نخستین رئیس‌جمهور جمهوری وایمار از ۱۹۱۹ تا زمان مرگش در ۲۸ فوریهٔ ۱۹۲۵، در شرایط بحرانی حکومت کرد و بسیاری از چالش‌های کشور را از جمله تهدیدات سیاسی، اقتصادی و اجتماعی ناشی از وضعیت جنگ و شکست‌های اقتصادی پس از آن را مدیریت نمود.
در دوران ریاست جمهوری او، آلمان با مشکلات بزرگی چون ورشکستگی اقتصادی، بیکاری بالا، و شورش‌های مختلف روبرو بود، اما ابرت به رغم این شرایط دشوار، تلاش کرد تا جمهوری وایمار را حفظ کند و حتی اصلاحات اجتماعی مهمی را پیگیری کند. او همچنین با نهادهای جمهوریخواه و سوسیالیستی در برابر افراط‌گرایان راست‌گرا و کمونیست‌ها ایستاد.
فردریش ابرت به عنوان یک شخصیت معتدل، نقش مهمی در صلح‌سازی و توسعه دموکراسی در آلمان داشت. با این حال، سیاست‌های او با انتقادات زیادی روبرو شد، به ویژه از سوی کسانی که خواهان اصلاحات سریعتر یا انقلابی‌تر بودند. مرگ ناگهانی او در ۱۹۲۵، فرصتی را برای گروه‌های مختلف سیاسی به‌ویژه احزاب راست‌گرا و افراطی فراهم کرد تا قدرت بیشتری در دست بگیرند.
در مجموع، فردریش ابرت نه تنها به عنوان اولین رئیس‌جمهور جمهوری وایمار شناخته می‌شود، بلکه به عنوان یکی از سیاستمداران کلیدی آلمان در دوران پس از جنگ جهانی اول که سعی در تثبیت دموکراسی در شرایط بحرانی داشت، یاد می‌شود.